# جدول آب حسن‌آباد
جدول آب حسن‌آباد مربوط به دوران‌های تاریخی پس از اسلام است و در شهرستان دنا، بخش مرکزی، روستای حسن‌آباد واقع شده و این اثر در تاریخ ۶ اسفند ۱۳۸۵ با شمارهٔ ثبت ۱۷۵۴۷ به‌عنوان یکی از آثار ملی ایران به ثبت رسیده است.